# Evangelion: 1.0 You Are (Not) Alone
Evangelion: 1.0 You Are (Not) Alone (ヱヴァンゲリヲン新劇場版:序?, Evangerion Shin Gekijō-ban: Jo, lett. "Evangelion nuova versione cinematografica: Prologo") è un film d'animazione del 2007 scritto, diretto e co-prodotto da Hideaki Anno, ha visto alla regia anche Masayuki e Kazuya Tsurumaki.
È il primo dei quattro capitoli che compongono la tetralogia Rebuild of Evangelion, basata sulla serie anime Neon Genesis Evangelion. La storia, ambientata nella futuristica città di Neo Tokyo-3 a distanza di quindici anni da una catastrofe planetaria nota come Second Impact, si incentra sulle vicende di Shinji Ikari, un ragazzo che viene reclutato dall'agenzia speciale Nerv per guidare un mecha gigante detto Eva e combattere in questo modo, assieme alla sua pilota collega Rei Ayanami, contro dei misteriosi esseri chiamati angeli. Il lungometraggio presenta gli stessi doppiatori della serie originale, tra cui Megumi Ogata come Shinji, Megumi Hayashibara come Rei e Kotono Mitsuishi come Misato Katsuragi.
Evangelion 1.0 venne inizialmente concepito come parte di un semplice rifacimento della serie; durante la lavorazione però il personale non poté riutilizzare i disegni originali e si trovò costretto a rifarli da capo. Mano a mano che la produzione proseguì il progetto incominciò a distaccarsi dal solco dell'opera originale, introducendo alcune differenze. Gli storyboard furono curati da Shinji Higuchi e Tomoki Kyōda. Il lungometraggio, che ripercorre la trama dei primi sei episodi della serie, si rivelò un successo in Giappone, incassando circa due miliardi di yen e generando considerevoli introiti per il mercato home video. All'estero ricevette un'accoglienza più polarizzata; diversi critici si lamentarono del fatto che fosse troppo derivativo della serie classica o che invece ne tagliasse dettagli importanti, mentre altri ne elogiarono la regia, la colonna sonora e lo sviluppo della vicenda, con particolare attenzione alla veste grafica in CGI. Il lungometraggio vinse inoltre dei riconoscimenti, venendo premiato, fra gli altri, agli Animation Kobe e al Tokyo International Anime Fair.

## Trama

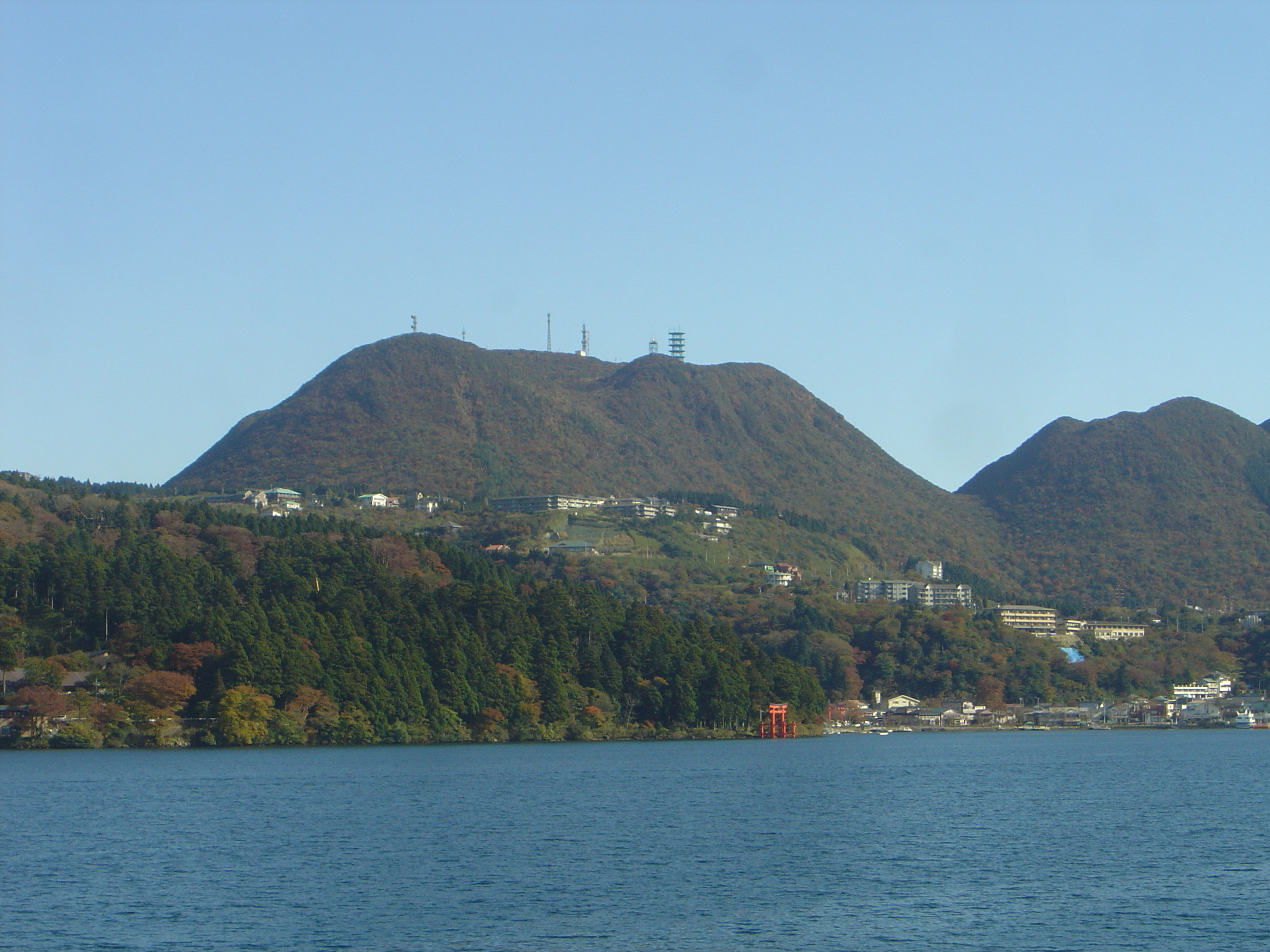
Foto del monte Futago, sul quale l'Eva-01 di Shinji spara con il Positron Rifle al quinto angelo

Shinji Ikari si dirige verso la città di Neo Tokyo-3 sotto richiesta del padre che non vede da anni, Gendō Ikari, comandante supremo dell'agenzia speciale Nerv. Mentre si aggira per un vicino centro abitato il giovane si ritrova nel mezzo di uno scontro armato tra alcuni soldati delle Nazioni Unite e Sachiel, il quarto di una serie di misteriosi esseri che minacciano la Terra detti angeli. Soccorso dal capitano della Nerv Misato Katsuragi, Shinji viene portato al quartier generale dell'organizzazione, dove Gendō gli ordina di pilotare un mecha gigante noto come Eva-01 per neutralizzare Sachiel, poiché la sua prima pilota Rei Ayanami è ferita. Shinji, seppur inizialmente titubante, accetta, venendo quasi sconfitto dal nemico; durante il combattimento però il mecha, in un pericoloso stato di furia chiamato berserk, si attiva da sé e lo sconfigge.
Passa del tempo. Shinji cerca di entrare in contatto con Rei, taciturna e schiva a qualsiasi contatto umano. La ragazza non riesce a comprendere i sentimenti del compagno, riservandogli un atteggiamento distaccato e silenzioso. Alla Nerv intanto arriva comunicazione dell'attacco del sesto angelo, Ramiel. Questi distrugge qualunque cosa gli sia a tiro e quasi distrugge con un potente fascio di fotoni l'Eva-01 con Shinji a bordo. Per superare il campo protettivo dell'invasore viene allora ideata da Misato una strategia chiamata "Operazione Yashima": l'Unità 01, protetta dalla 00, deve cercare di colpire il nemico utilizzando un fucile a positroni sperimentale. Per farlo funzionare è necessaria l'intera produzione elettrica del Giappone. Ramiel viene sconfitto. A fine battaglia Shinji si dirige verso Rei e scoppia in lacrime. La ragazza dice di non sapere che cosa fare in momenti del genere, e Shinji le consiglia di sorridere; Rei sorride, e i due piloti si toccano le mani.
Intanto, sulla Luna si sveglia da una bara un ragazzo chiamato Kaworu Nagisa; egli discute con un membro di una società segreta nota come Seele vicino a un gigante bianco con una maschera viola, dicendo di non vedere l'ora d'incontrare Shinji.

## Produzione

### Sviluppo
«L'opera innanzitutto visiva nota come Evangelion è stata realizzata assecondando desideri diversi. Il desiderio di voler fissare su pellicola i propri puri sentimenti. [...] Il desiderio di abbattere il dilagare della chiusura d'animo. Il desiderio di continuare ad avere uno spirito forte, che si muove nel mondo reale. [...] Sento che Eva ormai è vecchio. Ma negli ultimi dodici anni non ci sono stati anime più nuovi di Eva.»

— Hideaki Anno
Hideaki Anno, regista di  Neon Genesis Evangelion, dopo aver finito di lavorare per Cutie Honey iniziò a pensare a un altro progetto dal vivo con più o meno lo stesso personale di 1.0. Non riuscendo tuttavia a stendere una sceneggiatura convincente decise di virare ritornando sull'animazione. Egli aveva in mente di tornare a lavorare su Evangelion già nel 2001, ma fu solo nell'ottobre del 2005 che decise di tornare definitivamente sul franchise. Una delle opere che lo ispirarono a iniziare la tetralogia fu Gundam. Egli si diede infatti il proposito di «Gundamizzare» il franchise di Eva; inizialmente aveva in mente un titolo sulla scia di G Evangelion, con il proposito di creare un'opera capace di ribaltare completamente il concetto stesso di Evangelion, similmente a quanto fatto da G Gundam. Egli inoltre credeva che l'animazione fosse in una fase di stallo e notò come negli ultimi tempi ci fosse stato un fenomeno di allontanamento tra i ragazzi di età scolare e l'animazione, percependo la necessità di promuovere opere rivolte a loro e alzare il livello generale delle produzioni animate.
Per la produzione Anno non si affidò alla Gainax, lo studio che produsse la serie, pensando che nello stesso studio si sarebbe dovuto attenere, a suo dire, alla «stessa cornice» e gli stessi binari. Il regista contattò così Toshimichi Ōtsuki, produttore della serie classica, e dopo una iniziale titubanza questi accettò la proposta. A favorire il progetto ci fu l'uscita di Eva nel mercato dei pachinko, delle macchinette per il gioco d'azzardo particolarmente popolari in Giappone, uscita che fece poi salire le vendite di DVD della serie. Ōtsuki propose l'affare a diverse società; secondo lui però non c'erano molti studi propensi a lavorare su Evangelion, perché trattato con nervosismo all'interno dell'industria. Questi faticò molto e alla fine si trovò un certo numero di studi candidabili, ma per varie ragioni nessuno di loro alla fine si unì. Anno decise inoltre di detenere tutti i diritti del progetto. Secondo lui infatti gli sforzi del personale della serie classica non furono ricompensati adeguatamente, e la creazione di una nuova società avrebbe consentito di distribuire più equamente i profitti rispetto al passato. Alla fine Munenori Ogasawara gli propose di fondare uno studio tutto loro, e Anno accettò; nacque così il Khara Office. In seguito la scala del progetto diventò sempre più grande. Dei suoi amici lo aiutarono con la registrazione della società e la contabilità, diventando così Khara Inc. La Khara fu ufficialmente fondata nel 2006, anche se Anno diede le dimissioni alla Gainax soltanto nell'ottobre dell'anno seguente. Il personale della nuova azienda, a parte quello principale, accolse membri nuovi che non avevano partecipato alla serie classica.

### Regia

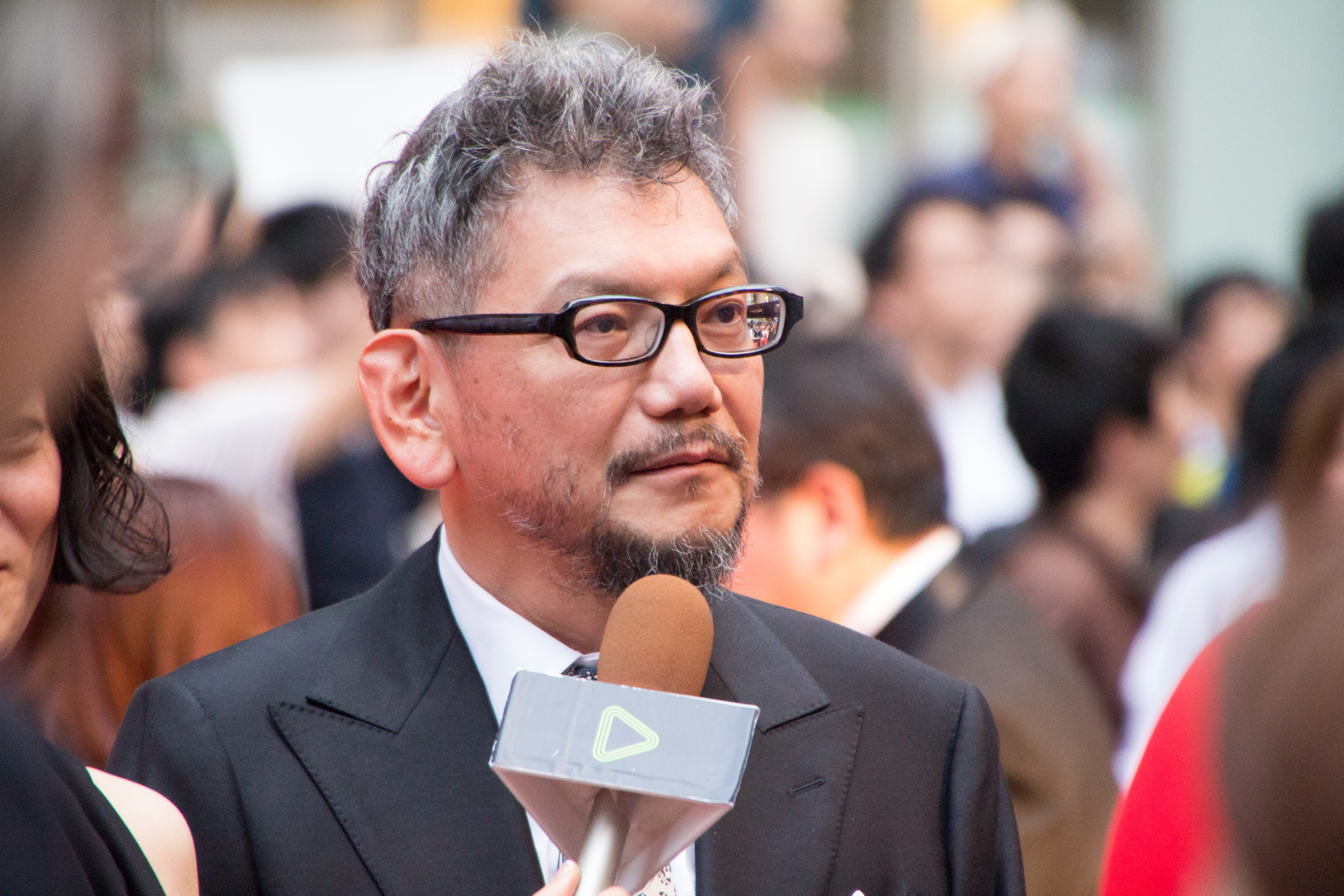
Hideaki Anno, regista e sceneggiatore di Neon Genesis Evangelion e di You Are (Not) Alone

Nel lavoro di regia Anno fu affiancato da Kazuya Tsurumaki, a suo tempo assistente alla regia di Evangelion, assieme a Masayuki. Masayuki inizialmente si limitò a lavorare al layout e aiutare per l'animazione; solo in un secondo momento la Khara gli chiese di fare il regista, visto che Tsurumaki da solo non poteva fare tutto rispettando le tempistiche di produzione. In origine Anno pensò a un semplice rifacimento grafico della serie con l'uso di tecniche d'animazione più avanzate. Il progetto iniziale preveda inoltre che uscisse una pellicola ogni sei mesi, concludendosi in un anno e mezzo e con poca fatica; secondo Tsurumaki lo stesso Anno non aveva intenzione di dirigere ufficialmente il lungometraggio, dunque avrebbe potuto diventare un progetto completamente esternalizzato, e solo in fase di realizzazione i piani mutarono.
Come prima cosa si procedette con l'operazione di bank, un processo consistente nel recuperare i fogli con i disegni originali della serie. Il lavoro fu particolarmente complesso, visto che alcuni fogli non erano al loro posto o erano stati usati nel corso degli anni per altri progetti. In un primo momento si tentò di convertire semplicemente la pellicola originale degli episodi in digitale. La pellicola fu dunque convertita dal formato originale di 16 mm a un pieno formato 35 mm; le immagini però erano qualitativamente inferiori alle aspettative, in particolare per quanto riguarda i colori e la definizione. Vista la bassa qualità del processo, e calcolate poi le spese economiche dell'intera procedura, si preferì poi in un secondo momento partire direttamente in digitale e rifare tutto ex novo.
L'ipotesi iniziale di un semplice rifacimento fu abbandonata, e mano a mano lo scenario cambiò, distaccandosi dalla pista stabilita dalla serie. Anche la produzione diventò mano a mano più frenetica, subendo crisi e cambiamenti fino all'ultimo minuto; essa si svolse inoltre in contemporanea con quella del secondo capitolo. Tsurumaki controllò che tutto si svolgesse regolarmente; la politica di Anno infatti fu quella di armonizzare il più possibile le parti nuove con quelle vecchie. Il lavoro di 1.0 fu descritto dal suo stesso personale come una esibizione dal vivo, flessibile e nel peggiore dei casi disorganizzata; la produzione infatti fece molte cose sul momento, e non di rado fu costretta a rifare alcuni dettagli per improvvisi cambi di programma. Secondo Tsurumaki, inoltre, al minimo errore si rischiava di arrivare fuori tempo; ogni dipartimento lavorò in modo indipendente, dunque soltanto all'ultimo momento si seppe con certezza se si fosse sulla strada giusta oppure no. Il personale dovette fare in modo che qualunque cosa si potesse aggiustare e modificare durante il processo, visti i continui ripensamenti in corso d'opera. Anche il titolo cambiò nel processo; quando fu annunciato il Rebuild infatti il lungometraggio avrebbe dovuto chiamarsi Rebuild of Evangelion: 01.

### Sceneggiatura
I tre registi furono affiancati in fase di sceneggiatura da Shinji Higuchi e Tomoki Kyōda.  Durante la produzione Higuchi ebbe occasione di parlare con Kenji Kamiyama, regista di Ghost in the Shell: Stand Alone Complex, e attinse a piene mani da quest'ultima serie, scoprendo le possibilità registiche e i giochi di camera possibili con il digitale. Kyōda invece fu chiamato per via del suo lavoro su Eureka Seven. Egli si occupò delle scene in cui i personaggi dialogano, procedendo senza direttive specifiche. Sia Higuchi, sia Kyōda fecero degli storyboard inizialmente molto diversi dalla serie televisiva. Alcune persone tuttavia si lamentarono della cosa, dicendo che il risultato finale non somigliasse affatto a Evangelion; lo stesso Anno trovò in particolare quello di Kyōda un lavoro valido, ma troppo distante dallo stile della serie, quindi decise di prenderne le parti migliori e rifarlo nuovamente. Alla fine il personale prese la decisione di tornare a lavorare sui vecchi storyboard e i DVD della serie, così da recuperare lo spirito dell'originale e non allontanarsene troppo.
Anche Tsurumaki incominciò a lavorare agli storyboard; egli inizialmente si prefissò una durata di novanta minuti, ma nel processo di storyboarding il lungometraggio sfiorò i centodieci, dunque si fecero diversi tagli nella prima approssimativa fase di montaggio. Tsurumaki inoltre ebbe dei problemi a comprendere gli storyboard di Higuchi, perché i disegni furono fatti spontaneamente di getto e per via di annotazioni troppo generiche. Egli cercò in fase di scrittura di rendere la storia più seria rispetto alla controparte originale. Inizialmente infatti Neon Genesis Evangelion avrebbe dovuto essere una versione robotica di Sailor Moon, ma Tsurumaki cercò di non riprendere questi elementi della serie classica. Lui e Anno inoltre si diedero l'obiettivo di rappresentare correttamente la storia di Shinji e Misato, nonché la generazione di Misato e di Ritsuko.
Durante il processo dunque dall'iniziale rifacimento si introdussero diversi cambiamenti, si tagliarono alcuni passaggi o dettagli per snellire la trama e si introdussero al contrario nuove scene, mutando la caratterizzazione dei personaggi. Gli angeli, ad esempio, furono ripresi ma senza i nomi della serie classica, visto che fra il personale essi non venivano mai usati. Tsurumaki pensò a You (Are) Not Alone come a una storia di crescita, dipingendo nello storyboard un quadro chiaro dell'evoluzione di Shinji e del lieto fine del lungometraggio, ma Anno cambiò ancora la storia mutandone le sfumature, pensando che l'idea di Tsurumaki si spingesse troppo in là. Nella sua prima metà Evangelion inoltre manteneva un'impostazione da normale mecha, per poi diventare matura e seria nella seconda; per bilanciare la cosa Anno inserì un tono adulto e serio introducendo delle conversazioni mature fra Ritsuko e Misato sin dal primo capitolo della saga.

### Design e scenografia
Hiroshi Katō assunse il ruolo di direttore artistico. Secondo Katō per il lungometraggio vennero riprese diverse idee accantonate durante la produzione della serie televisiva. Ai tempi della serie classica i dettagli della gabbia degli Eva, ad esempio, furono omessi a causa della mancanza di tempo e di risorse. A marzo del 2007 i membri del personale fecero dei sopralluoghi alla sottostazione elettrica di Keiyo di Tepco, nonché alla diga di Miyagase. Le escursioni si rivelarono particolarmente fruttuose, e alcuni dettagli della diga si rifletterono poi sull'impostazione della base della Nerv.  Anno ebbe particolare occhio sul colore, sui tralicci, sui pali del telefono e i semafori, e diede molta attenzione anche ai treni, chiedendo ai disegnatori di inserirne parecchi. Anche Kyōda aiutò nel processo di design, concependo il nuovo logo della Seele.
Per il mecha design ritornò Ikuto Yamashita; egli aiutò anche in altri ambiti, concependo il nuovo logo della Nerv. Egli decise di non modificare eccessivamente i design dei mecha e riprese anche lui delle idee scartate durante la produzione della serie, pubblicate a suo tempo in un libro chiamato Sore o Nasumono. Per il Rebuild si recuperarono inoltre gli schemi originali di vent'anni prima e l'idea degli inserti luminosi nella livrea dell'Eva-01. Per l'aspetto dei mecha Anno si ispirò in particolare a Ultraman e i membri della Schoker di Kamen Rider, e lui stesso aiutò dando una mano con il design del simulatore di Eva visibile durante l'addestramento di Shinji. Takeshi Honda invece si occupò del design dello 00 e dello 01, del Positron Rifle e delle altre attrezzature meccaniche. Anche Honda non fece dei disegni originali, limitandosi per lo più a correggere quelli già esistenti e disegnare meglio i dettagli tralasciati dalla mancanza di risorse della serie. In un primo momento pensò di dare alle unità un corpo sottile, ma per dare un senso di pesantezza e rispondere alle esigenze del regista ispessì gli umanoidi. L'artista cambiò inoltre le proporzioni dei mecha, pur non mutando nulla di sostanziale in termini di performance. Anche lui non ricevette richieste particolari da parte di Anno, sentendo molta libertà nel processo.
Yoshiyuki Sadamoto, character designer della serie originale, ritornò nel suo ruolo per 1.0. All'inizio cercò di lavorare alle specifiche dei colori dei personaggi sostituendo semplicemente quelle della serie con delle equivalenti in digitale. L'artista però non rimase soddisfatto, perché i colori digitali risultavano innaturali. Anno chiese usare colori appariscenti e densi, senza per questo far calare la qualità dell'immagine; dunque affiancò a Sadamoto il colorista Kazuko Kikuchi. Anche Kikuchi ebbe difficoltà durante il processo; alla fine si decise di regolare lo schema di colori in base alla personalità del personaggio, riflettendo a lungo sul da farsi e impiegando diversi mesi per il lavoro. Hidenori Matsubara disegnò i vestiti di Misato, Ritsuko, dei lavoratori della Nerv e alcuni dettagli delle tute dei piloti, prendendo spunto in particolare da alcune scelte introdotte nel manga di Sadamoto. Alla fine la produzione optò per uno stile né troppo realistico né eccessivamente cartoonesco. Nell'originale la città di Neo Tokyo-3 venne rappresentata come una capitale mezza disabitata, vista l'elevata quantità di lavoro necessaria ad animare i personaggi di sfondo, ma nel lungometraggio invece furono disegnate molte persone della Nerv e abitanti di Tokyo-3. I loro design furono anche questa volta curati da Sadamoto.

### Animazione
Gli sfondi e le scenografie furono completamente ricreati, e i disegni furono rifatti da capo cercando di mantenere l'atmosfera di base della serie classica. La produzione infatti non poté usare gli sfondi vecchi della serie; alla fine si riuscì a recuperare circa metà materiale, nonostante i dodici anni trascorsi, ma molto era fisicamente deteriorato e inutilizzabile. I vecchi sfondi furono comunque importanti per gli animatori; in alcune scene furono ricreati i colori nostalgici della versione televisiva, mentre in altre si aumentò semplicemente la quantità di dettagli, cercando di fare quello che non era possibile con i mezzi d'epoca. Nella prima scena del lungometraggio, per esempio, furono aggiunte più erbacce agli sfondi, mantenendo la stessa impressione e dando l'idea che l'ambientazione sia la stessa. Agli animatori inoltre Anno diede l'obiettivo di dare l'idea di una pellicola dal vivo con effetti speciali. Shunji Suzuki venne chiamato come supervisore delle animazioni chiave. Egli in più venne incaricato di correggere il layout; Yuji Moriyama e Kazuya Kise si unirono a lui in qualità di supervisori, e il carico complessivo di lavoro aumentò esponenzialmente durante il processo. Suzuki cercò di dare un senso di unità ai disegni, visto che le varie parti del lungometraggio furono assegnate a registi diversi. A un certo punto si trovò a faticare in uno stato di caos, lavorando sempre su tre o quattro cose contemporaneamente. Anche Sadamoto aiutò con l'animazione, principalmente per l'ultima scena di Kaworu sulla Luna.

Honda disegnò la sequenza dell'Eva-01 che impugna il Positron Rifle a mano, ritenendo il 3D troppo noioso

Hidenori Matsubara venne scelto come direttore dell'animazione della seconda parte. Matsubara aiutò anche nella prima parte e nei layout; nell'ultima parte del lungometraggio si occupò di circa un terzo del lavoro, condividendolo con Jun Okuda. Anche a lui Anno non chiese nulla in particolare; inizialmente quindi il processo non fu sistematico, visto che non c'era un'idea chiara su cosa fare, e non furono assegnati titoli rigidi o accordi definiti all'interno del personale creativo.
Tatsuya Takana invece si specializzò nei pali. Anno richiese esplicitamente di trattarli a tutti gli effetti come dei personaggi, assieme ai distributori e i telefoni pubblici. Il regista scattò personalmente delle foto di pali da rappresentare nel lungometraggio, che vennero combinate insieme in un layout da Ikki Todoroki, per poi essere disegnate a linee pulite in modo che i rifinitori potessero dipingerle. I piloni furono disegnati principalmente in 3D, ma Tanaka aggiunse i fili, arrivando a disegnare quasi tutti i pali del lungometraggio. L'artista inizialmente propose di usare il 3D per i pali, per delinearli direttamente dalle fotografie e risparmiare, ma alla fine la produzione preferì agire diversamente. Takana disegnò anche la maggior parte dei semafori, concependone lui stesso il design. Anno diede particolare attenzione ai colori, lavorando e affiancando passo passo il colorista Kikuchi. Per il Rebuild si usò in particolare una saturazione del colore alta, così da far sembrare i colori più luminosi rispetto agli altri anime. Il regista lo affiancò in particolare per i fotogrammi con i treni, controllandone i minimi dettagli.
Gli angeli vennero fatti in parte in 3D CGI, in parte disegnati a mano, come nel caso delle fruste di Shamshiel. Altre sequenze, come quella in cui gli Eva vengono trasportati dai treni, richiesero precisione nei movimenti, e furono invece fatte in 3D. Anche altri membri del personale intervennero nel processo. Honda fu responsabile della scena in cui l'Eva-01 viene inquadrato mentre ghermisce il Positroni Rifle, ed ebbe dei problemi nel disegnarlo. L'inquadratura alla fine fu fatta a mano; secondo Honda infatti il 3D sarebbe stato noioso, mentre il disegno a mano, per natura meno preciso, permise di inserire degli elementi inaspettati. La mitragliatrice Gatling fu fatta da Kazuya Kise. Tomoko Masuda invece fu incaricato di sovraintendere al lavoro digitale in 2D, come i loghi e le scritte leggibili su cartelli, bevande e altri oggetti visibili nel lungometraggio; egli produsse per l'occasione loghi di aziende immaginarie mescolati con alcuni esistenti, assieme ai codici a barre e le targhe delle auto usando Adobe Illustrator, Photoshop e After Effects. A fine luglio 2006, durante le ultime fasi di produzione, il personale osservò e corresse eventuali errori nelle animazioni; chi faceva notare l'errore poi dovette assumersene la responsabilità, sistemando lui stesso i disegni sbagliati. Il lavoro del dipartimento digitale venne consegnato alla fine, dopo che tutti gli altri avevano finito.

### CGI
All'inizio della produzione Anno nutriva poche aspettative sulla CGI; lui stesso dichiarò di non essere un esperto di tecnologia e di non saper usare bene Photoshop. Per tali ragioni preferì agire il meno possibile e avere uno sguardo d'insieme sul sistema produttivo. Durante la produzione vigilò il tutto su un piccolo schermo di PC, e fu difficile capire il flusso e il volume del lungometraggio, che era un prodotto comunque destinato in primo luogo alle sale cinematografiche. All'inizio il personale non sapeva dove la CG sarebbe stata più adatta. Come direttori della CGI furono scelti Daisuke Onizuka e Hiroyasu Kobayashi. Mentre di solito alla CG viene richiesto di somigliare a una pellicola dal vivo, a Onizuka e Kobayashi fu chiesto di ricreare il mondo di una scenografia in miniatura, tipiche delle pellicole dal vivo con effetti speciali. Anno spesso aggiunse nuovi fotogrammi soltanto per mostrare i nuovi dettagli dei modellini tridimensionali, oltre che per i treni e altri dettagli meccanici resi in CGI. Dopo la conclusione della fase di storyboarding continuarono a fare cambiamenti e aggiunte, visto che lo stesso storyboard continuò a ricevere modifiche per diversi mesi. Mano a mano che il lavoro procedette le linee guida di Anno diventarono sempre più chiare, e opere con effetti speciali come quelle di Ultraman funsero da guida nel processo.
Alla CGI e agli effetti visivi lavorarono inoltre Eiji Inomoto e Ryūta Undo. Undo si occupò della scena in cui compare Sachiel; Inomoto, rappresentante dell'azienda Orange, ebbe il compito di controllare il lavoro di tutti gli animatori della CG. Alla fine fecero più fotogrammi in CG di quanto inizialmente previsto; essi lavorarono inoltre al lancio dell'Eva-01, all'espulsione dell'Entry Plug dello 00 e alle scene in cui compaiono i VTOL. Undo diventò responsabile anche dei fotogrammi con i trasformatori e ai vagoni visibili durante l'Operazione Yashima. All'ultimo minuto fecero anche degli aggiustamenti per controllare luci e ombre delle sequenze.
Anche Atsuki Satō e Hibiki Watabe della Motor/lieZ si occuparono dell'Operazione Yashima. Satō si occupò inoltre del logo della Khara, che sotto richiesta di Anno fece sullo stile di quello di Ultraman Taro. Particolarmente ostica fu la realizzazione di Ramiel. Per l'idea di base dell'angelo si prese a modello il microorganismo di Andromeda e un'immagine disegnata vent'anni prima da Takashi Watabe e risalente ai tempi di Le ali di Honneamise, raffigurante un oggetto quadrimensionale che si muoveva in un mondo a tre dimensioni. La sua idea iniziale tuttavia si rivelò impossibile da realizzare. Gli storyboard di Higuchi erano molto grezzi e indicavano soltanto che Ramiel avrebbe dovuto trasformarsi in una forma impossibile da comprendere per chi vive in un mondo tridimensionale, dando dei problemi agli animatori. Fu difficile riprodurre l'idea di Higuchi; per far fronte alle difficoltà Tsurumaki disegnò un grezzo della forma e del movimento da assegnare a Ramiel. Ci furono diversi tentativi ed errori nel processo, dunque il prodotto finito si rivelò molto diverso dal bozzetto iniziale di Tsurumaki.
Il processo fu anche in questo caso flessibile e non convenzionale. Le immagini furono completate all'inizio di agosto 2007. Il programma finale si dimostrò serrato, e fu difficile assicurarsi che il layout finale, terminato a luglio, fosse coerente. Gli artisti dichiararono inoltre di non essersi dovuti troppo preoccupare della coerenza del prodotto, quanto della sua efficacia comunicativa. Mentre lavoravano a Ramiel, ad esempio, ci fu un errore di esecuzione; i riflessi delle facce inferiori e superiori dell'angelo furono invertiti. Tsurumaki però disse di lasciar stare così. Essi sovrapposero diverse immagini dello sfondo su Ramiel, stratificando diversi tipi di illuminazione; Satō e gli altri dovettero però aspettare gli sfondi fossero pronti, visto che tendevano ad arrivare più tardi del previsto. Altra immagine difficile da realizzare in CGI fu quella delle luci dell'arcipelago giapponese che si spengono. Ci furono direzioni dettagliate in proposito fin dall'inizio, tenendo conto delle aziende elettriche e delle stazioni di ogni area. Furono perciò calcolate le linee principali e le varie sezioni all'interno di ogni compagnia elettrica, facendo spegnere il sistema di conseguenza.

### Effetti speciali

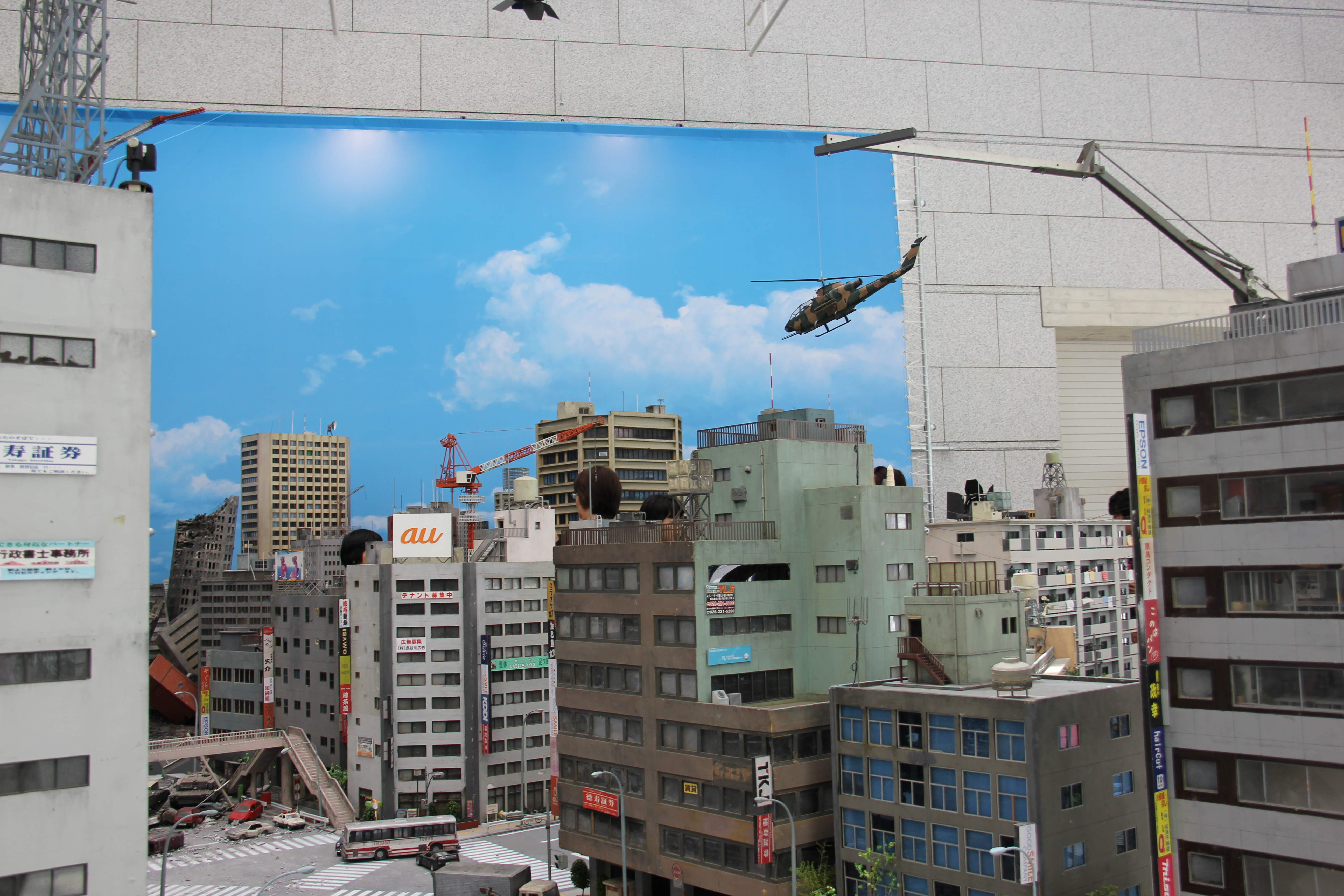
Hideaki Anno non chiese ai responsabili della CGI e degli effetti speciali di riprodurre realisticamente la realtà, ma di dare l'idea di una pellicola tokusatsu

Come direttore degli effetti speciali fu nominato Shōichi Masuo. Per la serie televisiva furono già usati alcuni espedienti grafici con i mezzi allora disponibili, quindi per 1.0 si cercò di ricreare lo stesso gusto della serie del 1995, ma in forma digitale. Egli cercò altresì di aggiungere cose inedite e mai viste nella serie classica. La CG fu integrata con disegni a mano; gli spruzzi delle onde, per esempio, vengono solitamente fatti in CG, ma secondo Masuo il processo non avrebbe reso giustizia graficamente. Egli ricevette per questi dettagli delle richieste di cambio di texture, creando quindi il materiale in analogico; il disegno su carta venne poi scannerizzato, trasferito su software, elaborato e poi ritoccato digitalmente.
All'inizio Anno sembrò andare con calma, e soltanto negli ultimi mesi di lavoro gli iniziò a dare istruzioni più precise e nitide. Venne usata molta CG per le parti apparentemente uguali a quelle vecchie; l'obiettivo fu quello di dare l'idea di cel-shading, ossia di dare l'illusione che nonostante la CG il tutto fosse disegnato in analogico. Particolarmente complicato si rivelò lavorare sugli edifici mobili di Neo Tokyo-3, che vennero trattati come fossero dei mecha. Masuo paragonò i palazzi alle costruzioni mobili di Stringay di Gerry Anderson, a degli edifici dei lungometraggi del kaijū Mothra, nonché alle torrette che escono durate l'intercettazione dei mostri di Gli eredi di King Kong. Gli edifici e i pali furono infatti disegnati anche in tal caso come dei personaggi. Non sempre il digitale si rivelò più veloce del tradizionale; particolarmente difficile per lui si rivelò rendere il muzle flash, cioè il lampo di luce generato dal calore e dalla pressione dei proiettili degli Eva, che invece in analogico avrebbe richiesto soltanto cinque minuti.

### Doppiaggio
Il doppiaggio di You Are (Not) Alone iniziò ufficialmente il 31 luglio del 2007. Il doppiaggio si svolse agli studi della Tokyo TV Center, mentre il mix finale del suono fu fatto presso lo studio MA. Le fasi finali di doppiaggio iniziarono il 22 agosto. Alle registrazioni assistette, oltre che il regista principale Anno, anche Masayuki; alle sessioni però questi fece poco, vista la forte presenza di Anno, limitandosi per lo più a riferire errori nella sincronizzazione dell'audio.

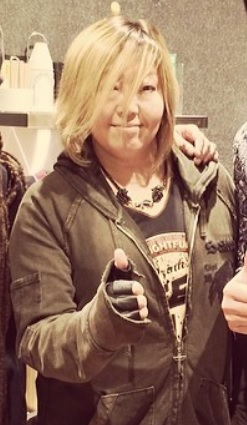
Megumi Ogata, voce giapponese di Shinji

- Megumi Ogata ritornò a interpretare Shinji Ikari, protagonista degli eventi. A differenza degli altri interpreti Anno non le diede istruzioni, dicendole di agire a suo piacimento, e ci volle del tempo prima che la doppiatrice riuscisse a entrare nello spirito dell'opera. L'interpretazione non fu facile; il primo giorno in particolare fu stancante, e alla fine si sentì esausta. Nella scena in cui Shinji viene attaccato dal sesto angelo e viene ustionato dal nemico, per esempio, registrò un urlo e la sua gola ne soffrì, procurandosi un leggero bruciore alla trachea[112].
- Akira Ishida riprese il personaggio di Kaworu Nagisa. Nella serie originale Kaworu compare soltanto nel ventiquattresimo episodio, dunque la sua presenza anticipata servì per far comprendere come il Rebuild non corrispondesse al vecchio Evangelion. Durante le registrazioni Anno gli diede una spiegazione sulla natura di Shinji e Kaworu nella nuova tetralogia, dunque basò la propria interpretazione su quanto aveva capito dalle informazioni ricevute dal regista[113].
- Megumi Hayashibara diede di nuovo voce a Rei Ayanami. Dopo un iniziale imbarazzo la doppiatrice riuscì a registrare le proprie battute tranquillamente, senza intoppi o disturbi di sorta. Anno non le diede istruzioni specifiche, scambiando con lei soltanto qualche parola nelle pause pranzo[114].
- Kotono Mitsuishi interpretò Misato Katsuragi. Il personaggio di Misato ha ventinove anni, e, vista la differenza di età fra lei e il personaggio, la doppiatrice, che nel frattempo aveva quasi compiuto quarant'anni, ricevette l'istruzione di adottare un tono più giovanile rispetto a quello della serie, dove grossomodo la sua età e quella di Misato coincidevano[115]. Anche Mitsuishi aveva continuato a interpretare il proprio personaggio, deceduto nel lungometraggio The End of Evangelion, nei videogiochi della serie, finendo a suo dire per creare nel proprio animo un'altra Misato, lontana dall'idea del regista. Visto il tempo trascorso fra le due interpretazioni inizialmente cercò di evitare una semplice copia del doppiaggio della serie. Per l'occasione l'interprete rivide l'anime, cercando di ricrearne lo spirito; alla fine, nonostante le differenze e delle sfumature diverse, non ci furono grossi cambiamenti in termini di recitazione[116].
- Fumihiko Tachiki diede voce a Gendō Ikari. Tachiki al tempo della serie originale ebbe delle difficoltà a entrare in contatto e interpretare il proprio personaggio. Con 1.0 invece, complice l'approssimarsi della sua età a quella di Gendō, trovò le cose più facili rispetto al passato[117].

Al lungometraggio partecipò inoltre Sayaka Ōhara, che doppiò diversi annunci di sottofondo di operatori senza nome.

### Fotografia ed effetti sonori

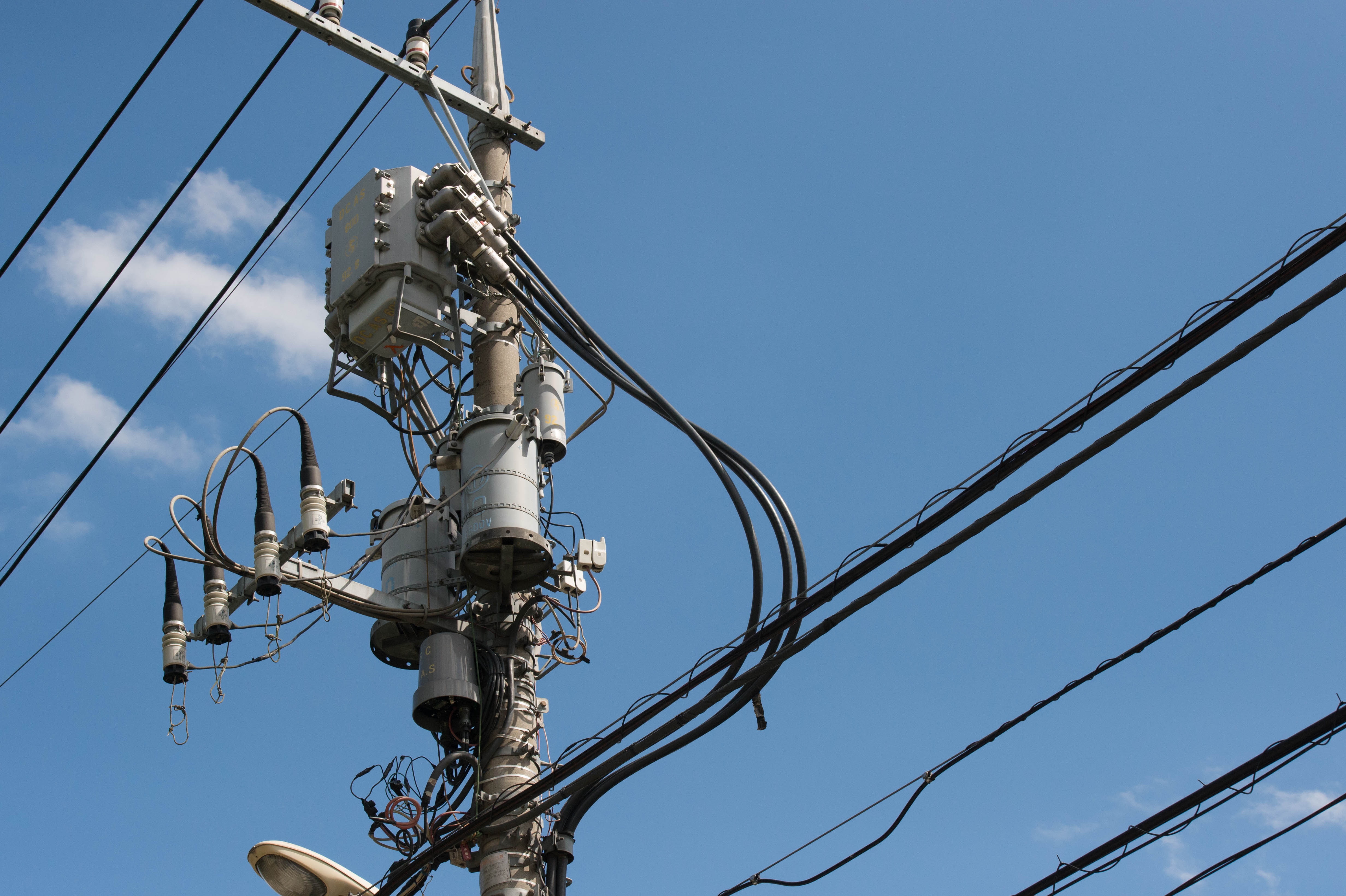
I pali della luce, elemento grafico tipico di Anno, furono trattati e resi graficamente come se fossero a tutti gli effettidei personaggi

Il reparto fotografico fu un elemento chiave nel sistema produttivo del lungometraggio. Come direttore della fotografia fu scelto Susumu Fukushi della compagnia T2 Studio. Secondo Fukushi il digitale ebbe il vantaggio di controllare tutti gli elementi, eliminando però il caso, componente a suo dire importante del processo. Il regista e il personale inizialmente non diedero direttive particolari sulla fotografia. Per dei particolari fotogrammi però Fukushi si diresse personalmente alla Khara, dunque il processo si svolse fotogramma dopo fotogramma senza una politica generale ben definita. Solo con il tempo emersero i gusti di Anno. Fukushi dovette prestare attenzione in particolare alle parti luminescenti dell'Eva-01; esse richiesero un effetto fotografico inserito come maschera digitale, cioè luce trasmessa e esposizione multipla. La parte superiore dello schermo nelle battaglie notturna fu resa più scura, così da enfatizzare il senso di immensità. Anno chiese inoltre di disegnare il paesaggio urbano delle scene prima con un cielo luminoso, così da non tralasciare i dettagli fotografici, per poi scurirlo in un secondo momento.
Gli effetti sonori invece furono curati da Tōru Noguchi. Egli cercò almeno all'inizio di non caricare la pellicola di troppe informazioni sonore e rendere il suono facilmente comprensibile agli spettatori. Anche Noguchi ebbe diverse richieste da parte di Anno, e pertanto lavorò e modificò fino all'ultimo minuto. In un primo momento pensò di ricalcare semplicemente i suoni della serie televisiva e estenderli per un'uscita cinematografica, ma alla fine uscì qualcosa di molto diverso. Il processo non fu semplice ed egli trovò parecchie difficoltà, visto che dovette lavorare su un prodotto già esistente, tanto da pensare di abbandonare la produzione. Per l'angelo Ramiel, che emette una voce femminile, riprese una istruzione presente già ai tempi della serie televisiva; per il suono della trivella dell'angelo egli evitò il rumore da trapanamento usato per la serie sovrapponendo invece vari suoni, fra cui un elemento vocale e un suono simile a quello di un raggio. Noguchi ebbe inoltre molte richieste da Masayuki e fu difficile per lui trovare il giusto equilibrio. Anno gli diede anche delle specifiche sui tipi di treni usati nelle varie scene, facendo un piano dettagliato di come il suono sarebbe cambiato di conseguenza. Per il treno visibile durante una visione onirica di Shinji invece gli chiesero di usare un suono registrato per Shiki-Jitsu, un lungometraggio del 2000 diretto anch'esso da Anno.

### Montaggio
Come montatore del lungometraggio fu chiamato Hiroshi Okuda, specializzato in pellicole dal vivo. Il montaggio grezzo fu fatto in un primo momento da Ikki Todoroki, assistente alla regia, e da lì subentrò lui. Okuda usò Avid Technology e lavorò al montaggio mentre era in corso il doppiaggio, nonostante il programma di registrazione avesse superato la scadenza. Quando mise insieme il lungometraggio uscì una pellicola molto più lunga; Toshimichi Ōtsuki però richiese di concludere il lungometraggio attorno ai novanta minuti, dunque Okuda ridusse molto la prima metà.

## Colonna sonora

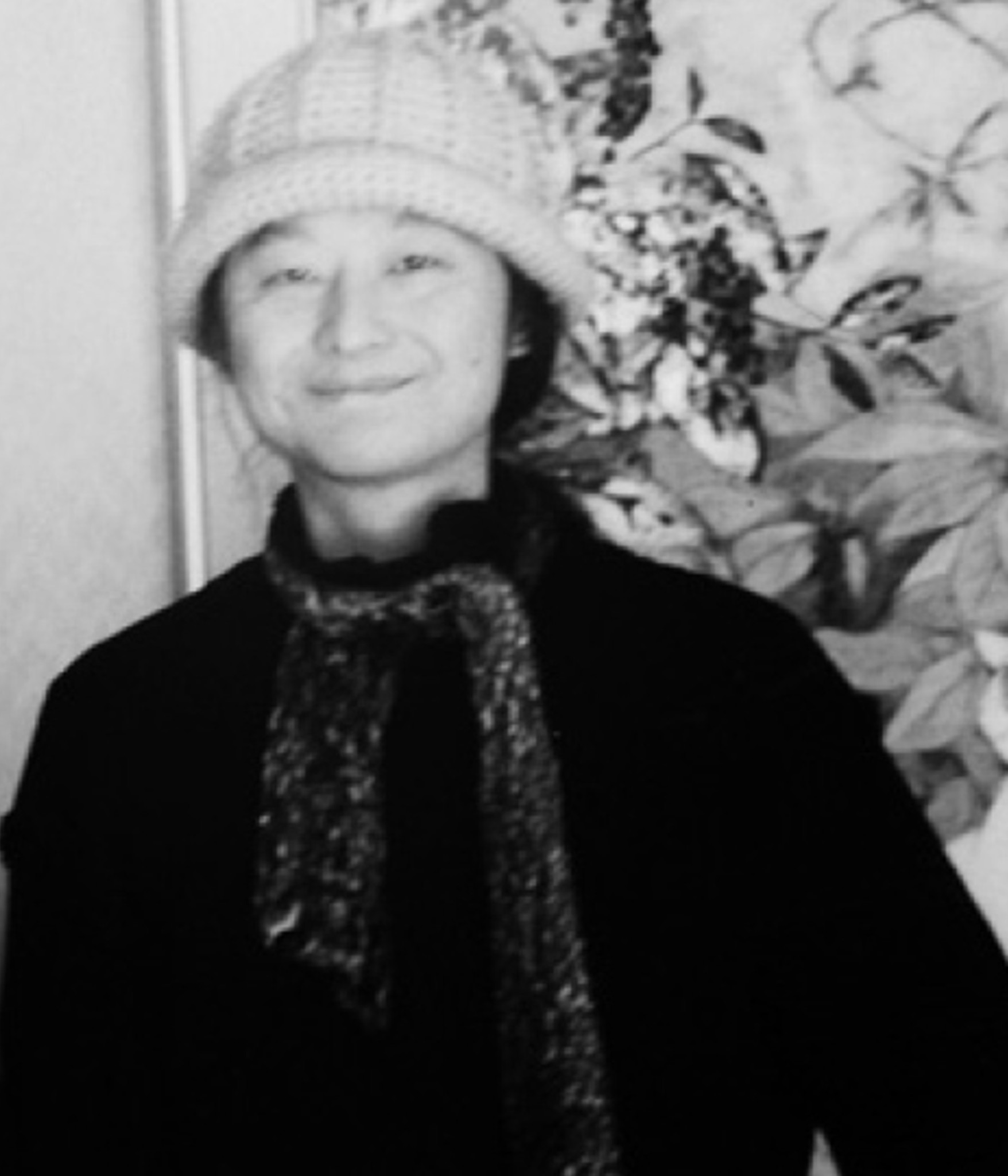
Shirō Sagisu, compositore della colonna sonora

La colonna sonora di Evangelion 1.0 fu curata da Shirō Sagisu, già compositore delle musiche per la serie televisiva originale. La cantante giapponese Hikaru Utada cantò i due brani principali, ossia Beautiful World, musica dei titoli coda, e Fly Me to the Moon. Tutta la colonna sonora fu poi inclusa in due album. Il primo, Shiro Sagisu: Music from "Evangelion: 1.0 You Are (Not) Alone", fu pubblicato dalla King Records il 26 settembre del 2007; il secondo, Evangerion Shin Gekijōban: Jo Original Soundtrack (ヱヴァンゲリヲン新劇場版:序 オリジナルサウンドトラック?), fu pubblicato il 21 maggio dell'anno seguente.

## Promozione
Il lungometraggio venne annunciato il 10 settembre 2006 sulla rivista Newtype, ed era inizialmente previsto per l'inizio dell'estate dell'anno seguente. In occasione dell'uscita Anno pubblicò una lettera con una dichiarazioni d'intenti della saga del Rebuild, che venne poi esposta in cinquanta cinema giapponesi. Il 17 febbraio 2007 venne pubblicato uno special in cui fu annunciato che il lungometraggio sarebbe uscito quasi a fine stagione, il 1º settembre. Un secondo capitolo dello special è poi uscito il 23 marzo. Altri due special per l'uscita del Rebuild furono pubblicati a fine febbraio e a fine aprile. Dei biglietti in prevendita furono resi disponibili il 28 aprile, anche se la prevendita ufficiale iniziò il 9 giugno. Il primo video promozionale fu pubblicato il 17 luglio. Un secondo video promozionale uscì l'11 agosto.
Prima dell'uscita la Khara collaborò con diverse società per promuovere l'imminente arrivo del lungometraggio nelle sale, fra le quali la rivista di musica Rolling Stone, Pizza Hut, Doritos, CC Ueshima Coffee e Frito-Lay; molte di tali marche furono poi aggiunte in delle scene del lungometraggio. Per l'uscita di Evangelion 1.0 vennero messe in commercio trecentomila casse di caffè della UCC Coffee, corrispondenti a circa nove milioni di lattine. Secondo Toshimichi Ōtsuki invece non si fecero grandi accordi pubblicitari, cercando di dare al cliente una sensazione di esclusività, come se dovesse lottare per vedere il lungometraggio o comprare gli opuscoli ufficiali.

## Distribuzione

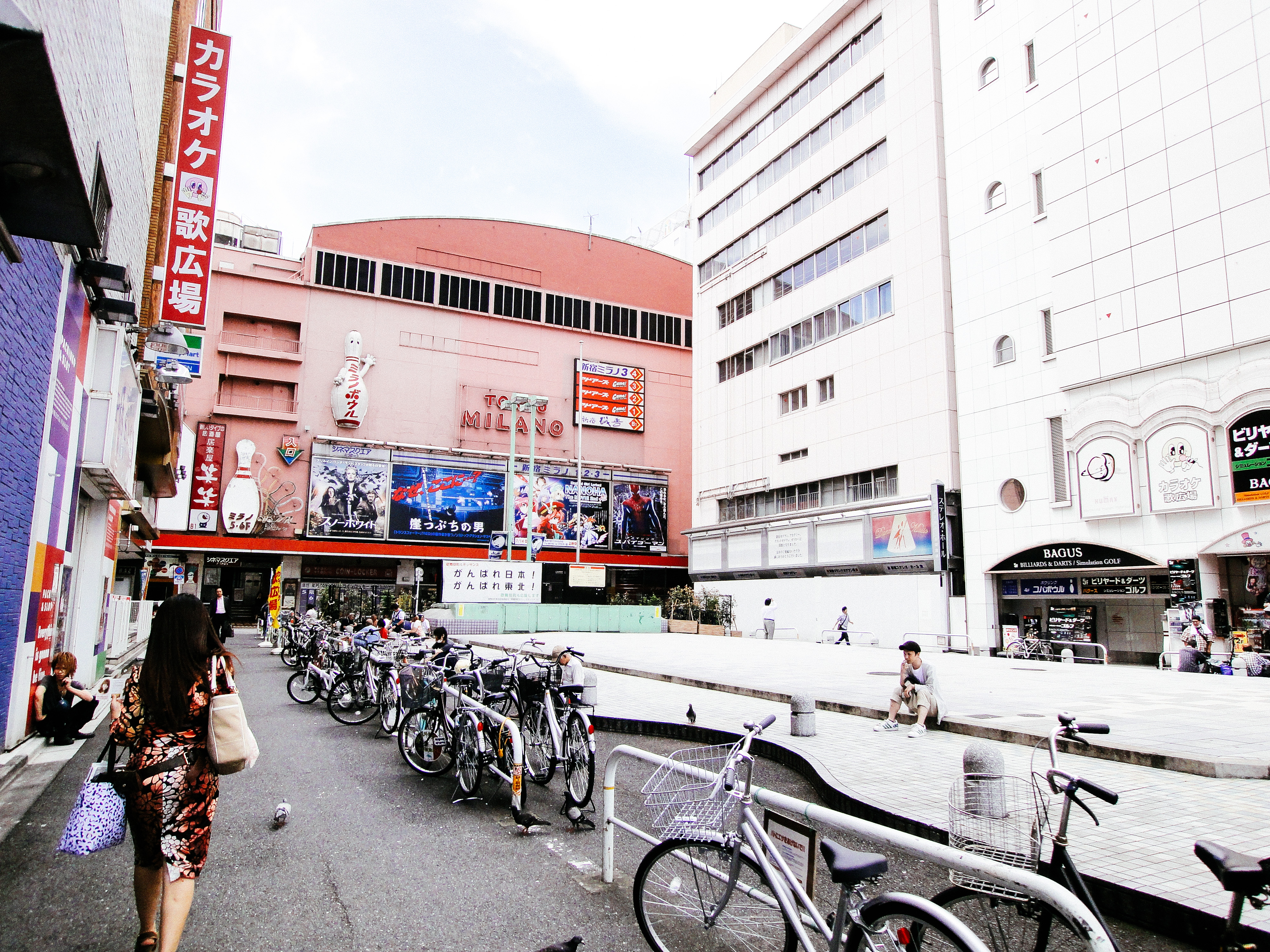
Lo Shinjuku Milano-za; 1.0 avrebbe dovuto debuttare al Cinema Square Tokyo, ma fu poi spostato al Milano 1 per venire incontro alla alta affluenza di pubblico

La première di 1.0 all'inizio era programmata al Cinema Square Tokyo del cinema Tokyo Milano di Shinjuku; la capacità di posti a sedere si rivelò però insufficiente ad accogliere il grande pubblico, così la proiezione della pellicola fu spostata al Milano 1. Il giorno della première si tennero sette trasmissioni consecutive, durante le quali la pellicola ricevette un entusiastico responso da parte del pubblico presente. Il lungometraggio uscì poi in ottantaquattro sale il 1º settembre 2007. Il 26 aprile 2008 Evangelion: 1.01, la versione per il mercato home video del lungometraggio, fu proiettata in alcuni cinema, per poi essere distribuita in DVD il 16 maggio dello stesso anno. A capodanno 2013 inoltre venne proiettato assieme a 2.0 e 3.0 in una maratona speciale in quarantaquattro cinema giapponesi.
La versione Evangelion 1.01 fu trasmessa durante il Friday Roadshow di NTV il 3 luglio 2009; per l'occasione la pellicola fu ulteriormente modificata per la trasmissione televisiva e fu reso disponibile il codice d'accesso per uno speciale gioco sul Rebuild.
1.0 fu poi pubblicato su YouTube nel 2020 e reso disponibile gratuitamente dal 20 al 30 aprile sul canale ufficiale della Khara, nonché sull'ufficiale applicazione Eva Extra, dove fu reso visibile dal 18 al 30 aprile durante la pandemia di COVID-19. Nello stesso periodo si tenne per l'occasione una trasmissione ufficiale in diretta del lungometraggio su Google Meet con ospite la cantante giapponese Yōko Takahashi, tenutasi il 25 e il 26 aprile. Il 14 maggio il lungometraggio fu poi trasmesso anche sulla piattaforma Line Live. Evangelion 1.0 in seguito uscì di nuovo in ottantadue cinema giapponesi in tecnologia 4DX e MX4D il 4 dicembre 2020 per promuovere l'uscita di Evangelion: 3.0+1.0 Thrice Upon a Time, quarto capitolo del Rebuild; per la proiezione furono inoltre distribuiti di nuovo gli opuscoli esplicativi dei vari capitoli del Rebuild, pubblicati a loro tempo durante l'esordio delle pellicole. Nello stesso mese tutti e tre i primi lungometraggi della saga furono pubblicati sull'Amazon Prime giapponese; il 5 marzo 2021 1.0 è stato poi trasmesso integralmente sul canale YouTube di Prime Video Japan.

### All'estero
Evangelion 1.0 venne selezionato come lungometraggio di chiusura del dodicesimo Busan International Film Festival (PIFF) e fu proiettato il 12 ottobre 2007. Per l'occasione il lungometraggio fu proiettato con sottotitoli in inglese e in coreano. 1.0 venne in seguito proiettato in alcuni cinema selezionati il 19 gennaio 2008, attirando oltre quarantamila spettatori in cinque giorni di spettacoli.
Evangelion 1.0 venne poi presentato in Europa e in America durante dei festival cinematografici. Nel giugno 2008 fu presentato al Festival internazionale del film d'animazione di Annecy in Francia, al Festival di Sitges della Catalogna a ottobre e al Waterloo Festival for Animated Cinema in Canada. Negli Stati Uniti D'America fu presentato al Seattle International Film Festival a giugno 2008 e poi all'Anime Expo a luglio dello stesso anno. All'inizio del 2009 venne proiettato al Santa Barbara International Film Festival, al Dallas International Film Festival a marzo e al San Diego Comic-Con International a luglio. Già nel novembre del 2008 la compagnia nordamericana Funimation dichiarò di aver mandato delle lettere di diffida per conto della giapponese NHK per fermare la distribuzione amatoriale di 1.0 in versione sottotitolata da parte di alcuni appassionati; il 31 dicembre annunciò poi di aver acquisito i diritti per la distribuzione. In Italia dopo l'uscita in mercato home video Evangelion 1.0 è stato proiettato insieme al seguito Evangelion 2.0 il 4 settembre 2013 in una maratona chiamata Evangelion Night, frutto della collaborazione fra il distributore Dynit e Nexo Digital.

### Date di uscita
- 24 gennaio 2008 in Corea del Sud[194]
- 13 marzo 2008 a Singapore[195]
- 3 aprile 2008 a Hong Kong[196]
- 18 aprile 2008 in Taiwan[197]
- 3 luglio 2008 in Malaysia[198]
- 30 gennaio 2009 in Spagna[199]
- 4 marzo 2009 in Francia[200]
- 3 luglio 2009 negli Stati Uniti d'America[189]
- 4 settembre 2013 in Italia[201]

### Edizioni home video

Copertina dell'edizione DVD italiana di 1.11

Il 25 aprile 2008 venne distribuita la prima uscita home video del lungometraggio in edizione speciale e tiratura limitata, pubblicata dalla King Records e intitolata Evangelion: 1.01. Per migliorare l'esperienza visiva del DVD Anno fece diverse modifiche al video e all'audio della pellicola, in tutto 266, senza con ciò alterare sostanzialmente la trama del lungometraggio. Il personale adottò un sistema di telecine HD ricavato da una nuova stampa dei 35mm originali, e sotto la supervisione del regista le musiche e le immagini per 1.01 furono sottoposte a una nuova calibratura. Il numero di copie dell'edizione speciale fu limitato a trecentomila; venne incluso anche un disco aggiuntivo contenente come contenuti speciali Explanation of Evangelion: 1.01, cioè una versione sottotitolata della pellicola con diversi termini tecnici e informazioni sui personaggi, e un video promozionale dell'operazione Yashima con l'OST Angel of Doom, successivamente pubblicato sul canale YouTube della King Records. Nell'edizione furono inclusi anche una bobina contenente cinque fotogrammi casuali del lungometraggio in ogni cofanetto, diversi contenuti extra e video promozionali. Un'edizione regolare del lungometraggio fu poi pubblicata il 21 maggio dello stesso anno.
Il 20 febbraio 2009 la King Records annunciò anche una nuova versione per il mercato home video, Evangelion: 1.11. La versione nuova uscì il 27 maggio dello stesso anno in formato BD e DVD; il Blu-ray disponeva inoltre del Super Bit Mapping for Video (SBMV), un nuovo sistema di missaggio sviluppato dalla Sony. La versione 1.11 è di 101 minuti, tre minuti in più rispetto ai 98 minuti della precedente. Sia nella versione DVD e sia nella versione BD fu incluso il bonus video Rebuild of Evangelion: 1.01, già presente nell'edizione speciale di 1.01, così come un video inedito di 2.0.

### Edizione italiana
L'edizione italiana venne curata da Dynit. L'uscita fu annunciata al Napoli Comicon ad aprile e con un comunicato ufficiale il 5 maggio 2008. Il lungometraggio fu poi presentato al Lucca Comics & Games di quell'anno, ove fu proiettato in anteprima il 1º novembre in lingua italiana, e il 21 marzo 2009 al cinema centrale di Lucca per il Lucca Animation. Per il doppiaggio italiano di Evangelion 1.01 furono richiamati in sala gli stessi doppiatori della serie televisiva. L'unica eccezione è rappresentata dal personaggio di Kaworu Nagisa, che venne interpretato da David Chevalier. Le sessioni di registrazione si tennero fra il luglio e il settembre dello stesso anno presso gli stabilimenti della società Cine Tele Audio di Roma, mentre il missaggio dell'audio si concluse a ottobre. Il lungometraggio fu distribuito in versione 1.01 il 29 ottobre 2008 in due uscite: in versione disco singolo, con il copione della pellicola e D-trailers come soli contenuti extra, e in edizione speciale limitata; in quest'ultima versione vennero inclusi in un cofanetto speciale il DVD del lungometraggio vero e proprio e un DVD con i contenuti extra dell'edizione giapponese, un fascicolo contenente informazioni sulla produzione della pellicola, delle cartoline da collezione e una riproduzione del tesserino di Shinji numerato. La confezione 2 DVD della versione limitata venne prodotta in Giappone dallo stesso stampatore della versione originale. Il 18 marzo 2009 invece uscì una nuova versione con due DVD ma priva del cofanetto, delle cartoline e del tesserino numerato. La versione 1.11 di 101 minuti fu poi pubblicata dalla stessa Dynit in formato Blu-ray il 14 aprile 2010 e poi in DVD il 7 settembre dell'anno seguente.

## Accoglienza

### Incassi

#### Giappone

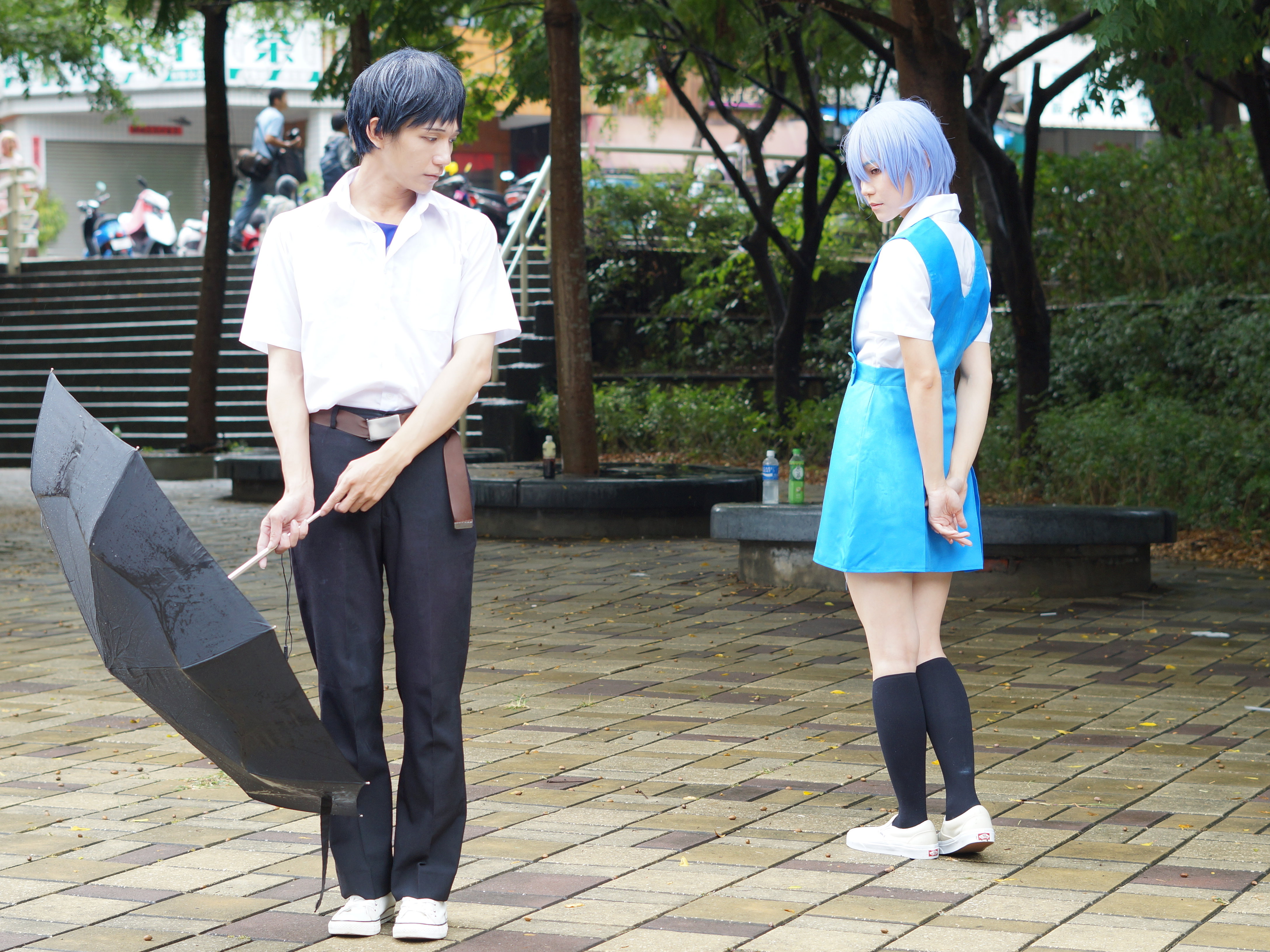
Cosplayer di Shinji Ikari e Rei Ayanami, i due protagonisti del lungometraggio

Nei primi due giorni d'apertura di 1.0 si registrò un incasso di 280 milioni di yen; la pellicola riuscì così a classificarsi al primo posto nel botteghino con 236 158 spettatori. Evangelion 1.0 diventò il primo lungometraggio a piazzarsi subito al primo posto con meno di cento sale disponibili in tutto il territorio giapponese almeno dal dicembre 2003. Nel fine settimana successivo, cioè l'8 e il 9 settembre, 1.0 continuò a ottenere buoni risultati al botteghino ma classificandosi al secondo posto. Alla fine della terza settimana (15 e 16 settembre) la pellicola mantenne il secondo posto e l'incasso superò la soglia del miliardo. Alla quarta settimana raggiunse il milione di biglietti venduti; a fine settimana (22 e 23 settembre) scese al quarto posto. Evangelion 1.0 rimase poi all'ottavo posto per altre due settimane consecutive prima di scendere al nono nella settima settimana e al decimo in quella seguente. Alla fine dell'anno incassò due miliardi di yen, diventando così il quindicesimo lungometraggio con il maggior incasso in Giappone del 2007, quarto per quanto riguarda le pellicole d'animazione. La popolarità di 1.0 portò inoltre a un aumento delle vendite e dei noleggi dei prodotti home video della serie originale. Secondo Evangelion Chronicle, rivista ufficiale sul franchise, i cinema che proiettavano la pellicola passarono da ottantacinque iniziali a centocinque; secondo i calcoli inoltre Evangelion 1.0 attirò un totale di un milione e mezzo di spettatori nelle sale.
Le edizioni home video furono un successo. Secondo Oricon il DVD in edizione speciale vendette 219 000 copie nella sua prima settimana di uscita, rendendolo il lungometraggio con l'introito più alto della settimana e l'uscita più venduta sui supporti domestici del franchise. Alla fine del 2008 il lungometraggio si classificò al terzo posto fra i DVD più venduti dell'anno con 297 927 copie dell'edizione speciale, e quello più venduto in assoluto di Amazon Japan. Un sondaggio di GfK Japan inoltre lo decretò migliore uscita DVD del 2008. Le bobine in vinile dei fotogrammi della pellicola contenute nelle edizioni home video vennero vendute a prezzi elevati nelle aste virtuali, ricevendo così una certa attenzione mediatica in madrepatria. Fly Me to the Moon e Beautiful World registrarono 276 000 e 881 000 download già nell'ottobre del 2007, a un mese dall'uscita del lungometraggio.
Il franchise e i relativi personaggi ritornarono nelle classifiche mensili di popolarità della rivista Newtype, conquistando i primi dieci posti per diversi mesi. Nel gennaio 2009 il periodico stilò una classifica degli anime più popolari dell'anno appena concluso, e il Rebuild si posizionò al settimo posto. Nello stesso numero le uscite home video risultarono seconde nella classifica di Amazon.co.jp, subito dopo Kara no kyōkai. Anche il videogioco e la versione 1.11 ebbero successo. Secondo Oricon la nuova edizione vendette 49 000 copie nella settimana d'esordio, diventando il Blu-ray più venduto nella settimana d'esordio della storia giapponese. Tre settimane dopo toccò le 63 000 copie. 1.11 alla fine della sua 34ª settimana raggiunse in tutto le 99 000 copie. Il Blu-ray rimase fra le uscite anime più vendute anche nei mesi di aprile e di maggio 2010, con 3317 e 5190 copie vendute.
Evangelion 1.01 venne trasmesso al Friday Road Show di NTV il 3 luglio 2009, ottenendo un indice d'ascolto del 12,7%. Il sito ufficiale del Friday Road Show inoltre ottenne il numero di visite più alto della sua storia. Quando il lungometraggio fu proposto sul canale YouTube della Khara il 20 aprile 2020 superò il milione di visualizzazioni in circa quindici ore e la soglia di due milioni in un solo giorno, attirando diversi commenti entusiastici e arrivando a toccare quasi otto milioni di visioni in due settimane. Lo stesso anno fu trasmesso da NHK alle 23:45, e nonostante l'orario l'hashtag ＃エヴァ序 diventò il secondo per tendenza sulla versione giapponese di Twitter; nella stessa classifica comparvero anche diversi termini correlati alla pellicola, come Operazione Yashima, Shinji, Misato, Kaworu e Beautiful World. Anche la proiezione limitata in 4D del 4 dicembre fu un successo, riuscendo a conquistare il settimo posto nel botteghino di quel fine settimana.

#### Internazionale
In Corea del Sud Evangelion 1.0 uscì nel 2008 e fu disponibile per sette settimane. 1.0 registrò un incasso di 36 603 dollari nella settimana d'esordio e in tutto riuscì a registrare un introito di 517 159 dollari, attirando oltre quarantamila spettatori in cinque giorni. Anche a Hong Kong ebbe successo; in quattro settimane ebbe un incasso di 139 527 dollari, di cui 62 114 soltanto nel primo fine settimana, quando cioè raggiunse il sesto posto nel botteghino. A Taiwan rimase per quattro settimane; all'esordio registrò 519 599 dollari, con un introito totale di 1 557 415. Sempre nel 2008 uscì in Malesia per tre settimane, con un esordio di 3 489 dollari e un totale di 5 976.
Nel 2009 in Spagna riuscì a incassare 5 297 dollari nel primo fine settimana, con un incasso totale di 8 834 dollari. In Francia invece gli introiti furono di 4 001 dollari nel primo fine settimana e 11 592 in totale. In entrambi i casi il lungometraggio uscì per sole due settimane. Negli Stati Uniti, invece, ove la pellicola rimase per diciannove settimane totali, Evangelion 1.0 nel primo fine settimana riscosse 1 579 dollari, con un introito totale di 107 797 dollari. In Italia fu proiettato assieme a Evangelion 2.0 in una maratona intitolata Evangelion Night proposta in sola data 4 settembre 2013, attirando oltre venticinquemila spettatori nelle sale e divenendo la pellicola con il più alto incasso della giornata, pari a circa duecentocinquantamila euro.

### Critica

#### Critica estera
Evangelion 1.0 ha ricevuto un'accoglienza positiva da parte della critica. Secondo la rivista Newtype esso «è stato accolto con i più grandi elogi e consensi del 2007». Per Matthew Roe di Anime News Network, inoltre, 1.0 è riuscito a diventare uno dei lungometraggi d'animazione giapponese più lodati e di maggior incasso di quell'anno. Su Rotten Tomatoes ha un punteggio dell'86% di pubblico e del 67% di critica. Dopo l'uscita quasi tutti i recensori apprezzarono il comparto tecnico, e in particolare quello grafico. Il critico Paul M. Malone della rivista accademica Mechademia per esempio lodò l'animazione per essere «meravigliosamente aggiornata» rispetto all'equivalente del 1995. Il critico Thomas LaMarre elogiò in particolare gli effetti speciali usati durante l'Operazione Yashima e sull'angelo Ramiel. Anche Zac Bertschy di Anime News Network lodò «le eccellenti scene di combattimento».
Diversi critici elogiarono le battaglie, i tagli e il ritmo della nuova storia. Peter Martin di Screen Anarchy per esempio lodò il buon ritmo scattante di You Are (Not) Alone, le scene d'azione e la trama. Nel 2009 Northwest Asian Weekly lo nominò fra le migliori pellicole asiatiche distribuite quell'anno nelle sale americane, mentre Charles Solomon del Los Angeles Times lo inserì primo fra le migliori uscite home video di quello seguente. Michael Peterson di Slant Magazine lo definì «un'entità affascinante», Allegra Frank di Polygon un lungometraggio «bellissimo», e Rehan Fontes di Comic Book Resources un buon riassunto e «un solido rifacimento» della serie classica. Per Kevin Tomas del Los Angeles Times la storia «possiede un'autentica profondità di carattere». Il settimanale The Village Voice lo giudicò una pellicola «affascinante», soprattutto per le sequenze di combattimento di Shinji.
Altri recensori accolsero la pellicola negativamente. Per Slant Magazine la trama sarebbe un semplice riassunto dei primi episodi della serie classica, complicata quanto l'originale e inutile, una pellicola attraente ma fondamentalmente «senza senso». Angelo Delo Trinos di Comic Book Resources lo descrisse come «un riassunto affrettato e monco». Carlo Santos di Anime News Network recensì la pellicola dando una C alla trama, chiudendo la recensione chiedendo: «Non è la stessa cosa della serie televisiva ma con più arcobaleni?». Il sito ComicsAlliance lamentò inconsistenza e ritmo scarso, aggravati dalla presenza di scene senza impatto emotivo. Anche Escapist Magazine fu critico su questo aspetto, visto che «ogni minimo sviluppo viene gettato a convenienza sulle ginocchia dello spettatore con poco ritmo». Per Madeline Ashby di Mechademia la trama di 1.0, nonostante i tagli al materiale d'origine, sarebbe comunque criptica, e questo potrebbe essere scoraggiante per gli spettatori in cerca di risposte. Particolarmente critica fu la recensione di Mike Hale del New York Times, che concluse la sua recensione dicendo: «Evangelion così diventa una storia di robot come tutte le altre». Altri recensori invece apprezzarono la caratterizzazione dei personaggi, e in particolare di Shinji. Per IGN lo Shinji di 1.0 è un personaggio lievemente migliore della sua controparte in termini emotivi, mentre per Kotaku Evangelion 1.0 è visivamente migliore, ha un ritmo migliore e esplora meglio le lotte fisiche ed emotive del protagonista rispetto alla serie classica. Anche la testata giapponese Excite ha lodato le modifiche al carattere di Shinji e il maggiore ottimismo trasmesso dal Rebuild.

##### Critica italiana
In Italia l'accoglienza è stata ambivalente. Lo scrittore Andrea Fontana trovò 1.0 e 2.0 due capitoli che poco aggiungono alla complessità della serie, limitandosi a fluidificare le animazione e ad aggiungere una componente d'azione che in precedenza latitava. Per Fabio Bartoli della rivista Antropocom Anno già con il primo capitolo del Rebuild avrebbe tradito il messaggio della serie originale, secondo lui una critica al mondo consumistico e chiuso degli appassionati d'animazione. Lo studioso d'animazione giapponese Guido Tavassi invece lodò la sua «eccezionale qualità». Ester Nobile di Fantascienza.com elogiò la realizzazione del riassunto, visto che a suo dire non si ha mai l'impressione di vedere un collage di scene prese di peso dalla serie originale; Nobile esaltò inoltre le scelte della sceneggiatura, il comparto tecnico e la colonna sonora: «Si adatta decisamente meglio al tono della vicenda, quasi arricchendola». Anche Everyeye.it scrisse una recensione positiva, elogiando in particolar modo il «finale esplosivo».

## Riconoscimenti
- 2007 – Digital Contents Grand Prix
  - DCAJ Chairperson Award[324]
- 2007 – Golden Gross Award
  - Golden Gross Topical Award[325]
- 2007 – Japan Otaku Awards
  - Genpachi Tōkaimura Award[326]
- 2008 – Awards of the Japanese Academy
  - Animation of the Year[327][328]
- 2008 – Tokyo International Anime Fair[329]
  - Tokyo Anime Award[330]
  - Miglior regista a Hideaki Anno[331]
- 2008 – Animation Kobe
  - Miglior lungometraggio cinematografico[332]

## Influenza culturale

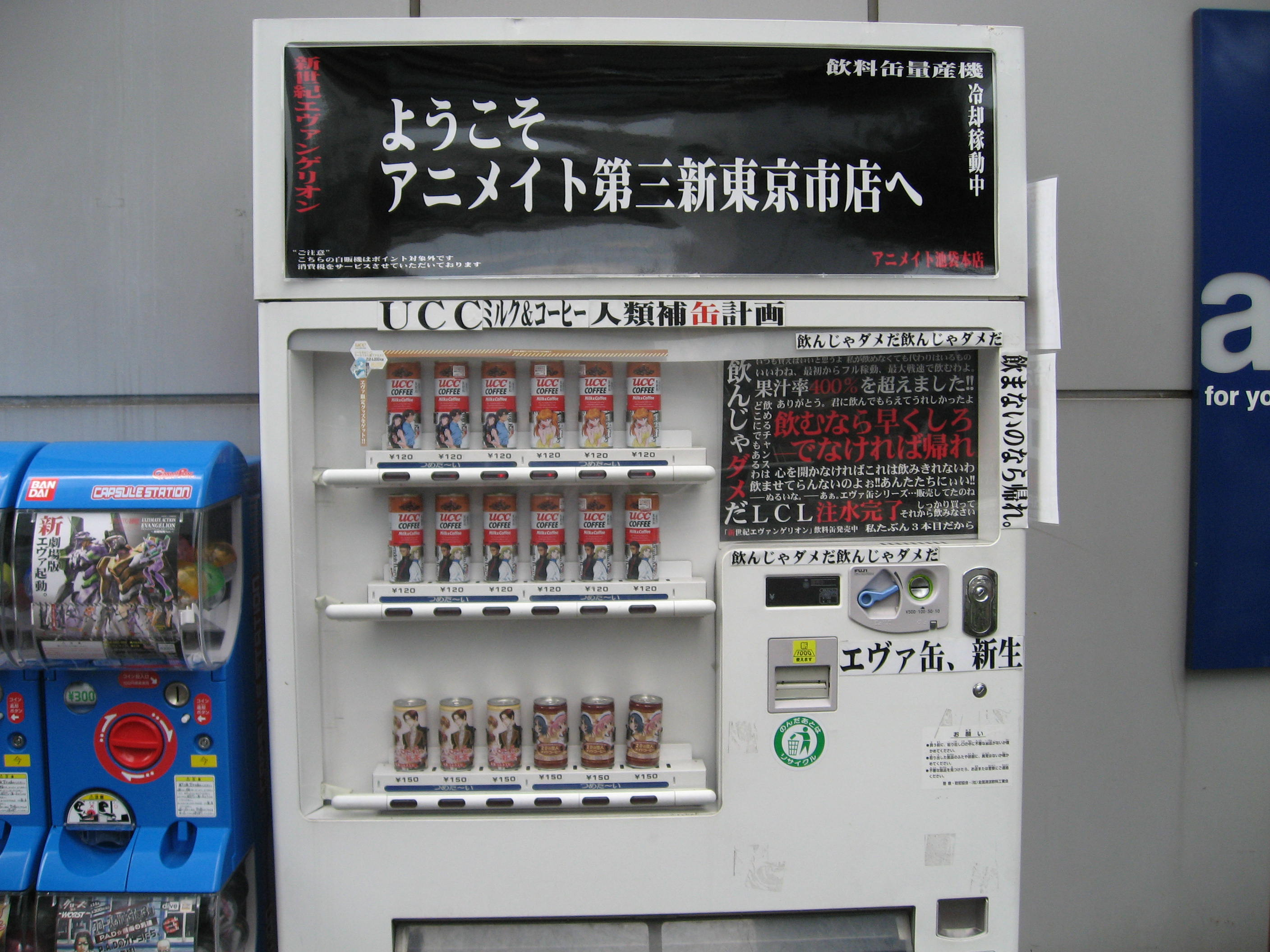
Un distributore di lattine di caffè della CC Ueshima Coffee, riempito in occasione dell'uscita di Evangelion 1.0 con lattine dedicate ai personaggi del franchise

In occasione dell'uscita di Evangelion 1.0 venne distribuita un'ampia gamma di prodotti di merchandising a tema Evangelion, come manifesti, portachiavi, spille, adesivi, penne, portafogli, tazze e action figure. Durante la proiezione nelle sale venne distribuito anche un fascicolo ufficiale sul lungometraggio, di cui furono poi vendute circa 290 000 copie. Nel marzo del 2008 la Bandai pubblicò un gioco di carte su 1.0 chiamato Cardass Master Evangerion Shin Gekijōban: Jo (カードダスマスターズ ヱヴァンゲリヲン新劇場版：序?). Nello stesso anno uscì anche una raccolta di interviste, illustrazioni, disegni e bozzetti preparatori della pellicola in una pubblicazione chiamata Evangelion 1.0 Complete Records Collection (ヱヴァンゲリヲン新劇場版：序 全記録全集?, Evangerion Shin Gekijōban: Jo zen kirokuzenshū). Il 4 giugno 2009 invece fu pubblicato un videogioco ufficiale sulla pellicola per PSP e PS2. Degli elementi del lungometraggio sono stati poi ripresi per dei giochi pachinko, come CR Evangerion 〜 hajimari no fukuin〜 (CRヱヴァンゲリヲン 〜始まりの福音〜? lett. "CR Evangelion: Il vangelo delle origini") e CR Shinseiki Evangelion: Saigo no shisha (ＣＲ新世紀エヴァンゲリオン ～最後のシ者～?, lett. "CR Nuovo secolo Evangelion: L'ultimo messaggero sacrificale"), che riprende l'Operazione Yashima.
Dopo il terremoto e maremoto del Tōhoku del 2011 la Tokyo Electric Power Company invitò i cittadini giapponesi a conservare l'elettricità e fu lanciata una campagna non ufficiale per conservare l'energia elettrica chiamata "Operazione Yashima" sul social network Twitter. L'hashtag #yashimasakusen110312 diventò immediatamente virale, mentre #84MA (pronunciato Yashima in giapponese) raggiunse cinquantamila tweet in due giorni. Secondo il libro The Anime Encyclopedia con la vera Operazione Yashima Evangelion entrò definitivamente a far parte del pubblico generale giapponese. Nel 2019 l'Operazione Yashima ispirò anche un'applicazione contro le catastrofi naturali uscita in seguito ai danni causati dal tifone Faxai, che durante l'anno colpì la regione del Kantō. Nel 2021 la governatrice di Tokyo Yuriko Koike chiese di spegnere la maggior parte delle luci della città dopo le 8 di sera per scoraggiare le uscite notturne e combattere il diffondersi del COVID-19; i media associarono anche la sua richiesta all'operazione Yashima di 1.0, inaugurando un'altra tendenza di Twitter.